# 148
148 рік — високосний рік, що почався в понеділок за григоріанським календарем.
Римська імперія •  Парфянське царство •  Кушанське царство •  Східна Хань •  Сармати

## Геополітична ситуація
У Римській імперії править імператор Антонін Пій (до 161). Імперія  займає Апеннінський, Піренейський та Балканський півострови, Галлію, частину Британії, Близький Схід, Північну Африку включно з Єгиптом. 
Наймогутніша держава центральної Азії — Парфянське царство. Наймогутніша держава Індостану — Кушанське царство. Династія Хань править у Китаї.  Корейський півострів ділять між собою Три корейські держави. 
Триває докласичний період цивілізації мая.
На території майбутньої України, в степах Причорномор'я, кочують сармати, північніше — племена Черняхівської культури.

## Події
- Консулами у Римі були Луцій Октавій Корнелій та Публій Сальвій Юліан Еміліан. Консул-суфект — Гай Белліцій Кальпурній Торкват.
- Імператор Антонін Пій провів масштабні ігри на честь 900-річчя Риму.
- Візантійським єпископом став Євзой.
- До Китаю прибув перекладач буддійських текстів китайською мовою Ань Шиґао.
- У передгір'ї Тибету спалахнуло повстання цянів.
- Спалено фортецю Дачжонгуань у Шеньсі.

## Народились
- Аннія Луціла (за іншими даними нар. 149) — дружина римського імператора Луція Аврелія Вера.
- Хуан Чжун — китайський полководець династій Східна Хань і Шу періоду Трьохдержавності.
- Сюнь Юе — китайський філософ, канонознавець, історик часів династії Хань.

## Померли
- Афінодор (візантійський єпископ)